# 巴石河

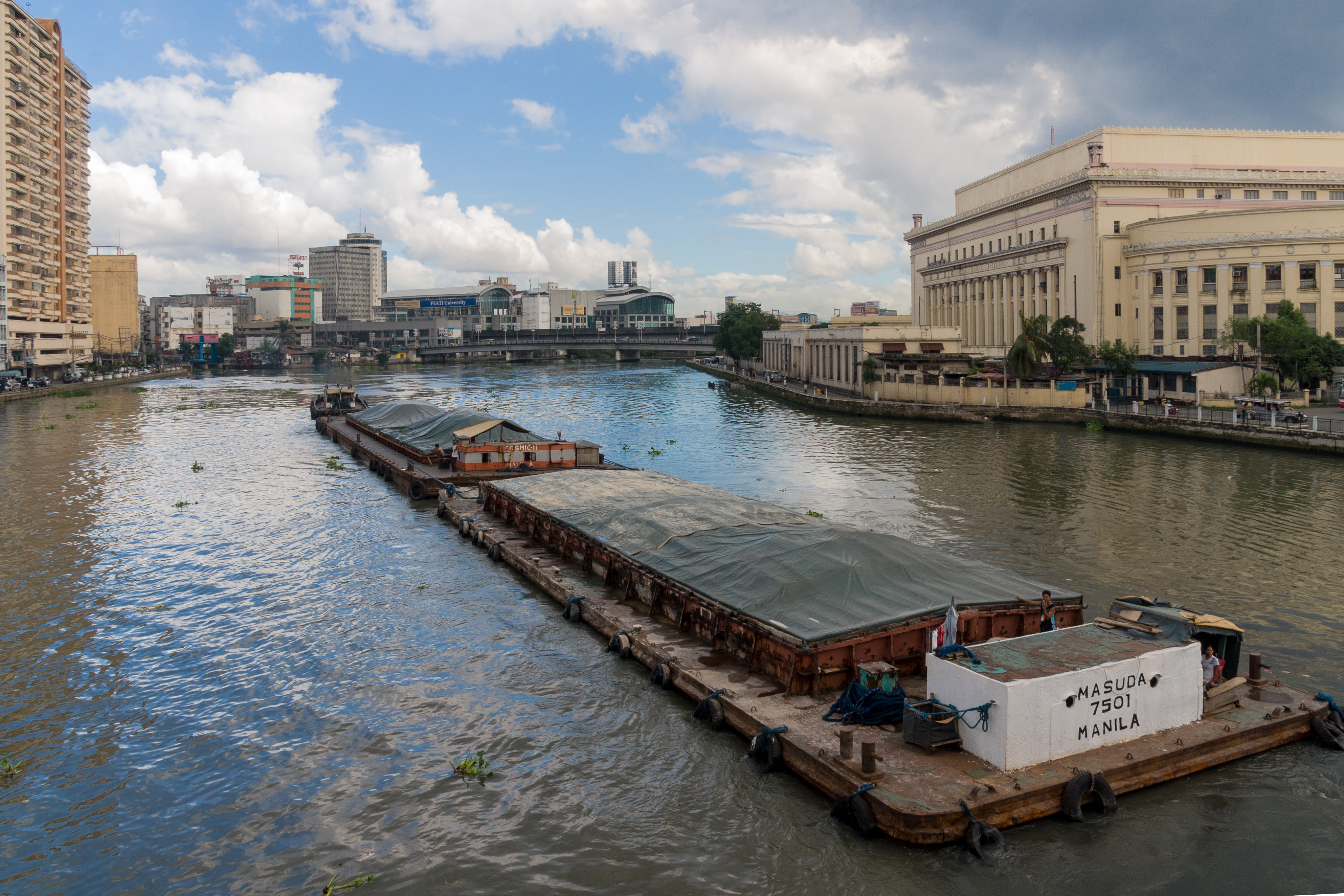

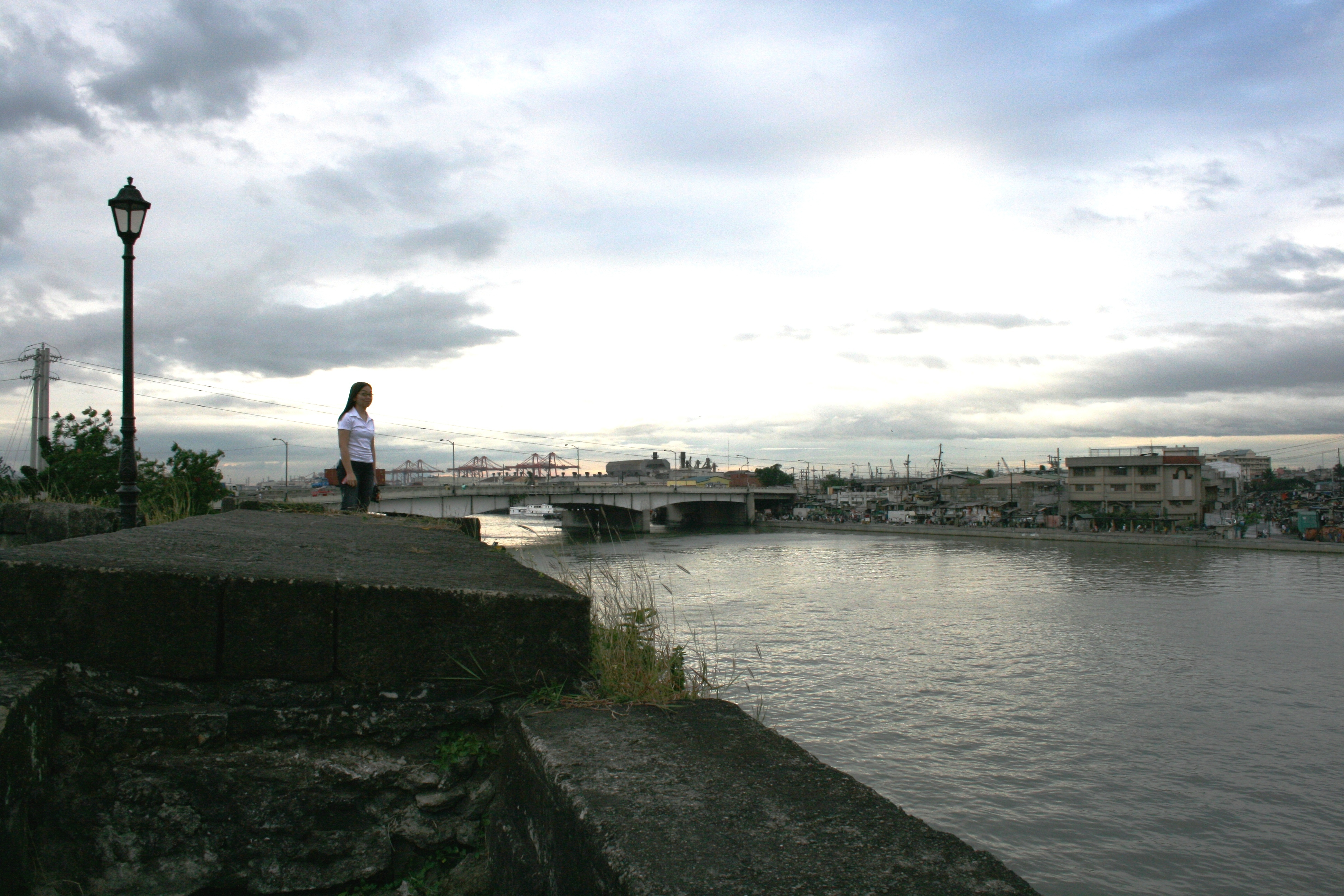

巴石河（英語：Pasig River），又译为帕西格河，为菲律宾的一条河流，连接贝湖（Laguna de Bay）与马尼拉湾（Manila Bay）。全河绵延25公里（15.5英里），主要支流有馬利金納河和圣胡安河。
帕西格河曾经是西班牙马尼拉的重要运输路线和水源。由于疏忽和工业发展，这条河在 20 世纪下半叶迅速下降，并于 1990 年宣布生物死亡。然而，在宣布该宣言二十年后，一项旨在恢复河流的恢复计划见证了河流的生命回归，包括 8 种鱼类、39 种鸟类以及 118 种树木和其他植被。因此，帕西格河于 2019 年获得了国际河流基金会 （IRF） 颁发的亚洲河流奖。
帕西格河修复委员会 （PRRC） 是菲律宾政府机构，从 1999 年到 2019 年 11 月被废除，旨在监督该河的修复工作。私营部门组织也通过筹集资金或协助河流清理来协助恢复工作。